# Аксельрод, Герберт
Герберт Ричард Аксельрод (англ. Herbert Richard Axelrod, 7 июня 1927 — 15 мая 2017) — американский ихтиолог.

## Биография

### Молодые годы
Происходил из еврейской семьи, эмигрировавшей из Российской империи (современная Брестская область Беларуси). Сын Аарона Аксельрода, школьного преподавателя математики и игры на скрипке, и Эдит, ответственной за закупки для Военно-морского флота США. Родился в 1927 году в городе Байонна (штат Нью-Джерси). Воспитывался у бабушки и дедушки, которые даже не владели английским языком. В возрасте 5 лет он пошел в школу, где быстро научился английскому, поскольку уже говорил на четырех языках, в частности на немецком и идиш. Именно он научил своих бабушку и дедушку английскому, а они дали ему хорошее воспитание в традициях благотворительности, которое повлияло на всю его дальнейшую жизнь. В 1944 году окончил школу и поступил в военно-медицинское училище для прохождения армейских курсов оказания первой медицинской помощи.

### Увлечение аквариумистикой
В 1950 году был направлен в Корею, где участвовал в Корейской войне. Аксельрод был ранен в руку. По рекомендации врачей, чтобы сохранить её подвижность в период реабилитации, начал ежедневно работать на пишущей машинке. В то же время частично овладел японским языком. Именно этот период жизни стал началом его аквариумной карьеры, поскольку книга, над которой он ежедневно работал называлась «Справочник по тропическим аквариумным рыбам» (The Handbook of Tropical Aquarium Fishes). Эта книга, вышедшая почти 1 миллионным тиражом, стала настоящим аквариумным бестселлером. Также труд Аксельрода придал мощный импульс развитию аквариумистики в США и во всем мире. 
В 1952 году вернулся в США. Аксельрод учился в Нью-Йоркском университете, где впоследствии получил ученую степень доктора философии медицинской статистики (эпидемиология). Параллельно продолжил просветительскую и популяризаторскую деятельность по аквариумистике.
В том же году создал журнал по аквариумистике «Tropical Fish Hobbyist», а затем — одноименное издательство (TFH), ориентированное на выпуск литературы о разных животных: собаках, кошках, птицах, аквариумных рыбах. В издательстве выходили большие альбомы-монографии, маленькие, хорошо иллюстрированные книги, периодические издания.
Г. Аксельрод долгое время провел в Бразилии, в бассейне реки Амазонки. Там он заинтересовался и увлекся ископаемой ихтиофауной, хорошо сохранившихся останков которой в Бразилии оказалось множество. Ему удалось собрать коллекцию ископаемых животных, оцененную впоследствии в несколько миллионов долларов. Одна часть этой палеонтологической коллекции была подарена им Музею естественной истории США, другая 1989 года — Гвелфскому университету в Канаде. Результаты обработки «канадской» части послужили основанием для создания Института ихтиологии и появления в Канаде  школы ихтиологов.
В течение 1960 — 1990-х годов совершил более 40 экспедиций в Южную Америку, Африку, Австралию, Фиджи, Индонезию, Таиланд, Индию и Малайский архипелаг, где занимался зоологией и ихтиологией. В 1974 году посетил Москву, где тогда проходил международный конкурс имени П. Чайковского.
В 1994 году в городке под названием Барселлос (штат Амазонас, Бразилия) на собственные средства основал исследовательский центр, который поначалу занимал всего 1 комнату, а впоследствии превратился в авторитетное научное учреждение международного уровня — «Center of Aquatic Conservation in Barcelos».
В 2003 году Герберт Аксельрод со скидкой (при стоимости 50 млн продал за 18 млн долларов) продал Нью-Джерсийскому симфоническому оркестру коллекцию музыкальных инструментов Золотого века. В коллекцию, которая оценивалась в миллионы долларов, входило 30 скрипок, альтов и виолончелей работы известных мастеров Антонио Страдивари, Гварнери дель Джезу и других.

### Судебное преследование
В 2004 году федеральный суд Нью-Джерси выдвинул против Аксеольрода иск по обвинению в сокрытии доходов. Его обвиняли в преступном сговоре, в том, что он помогал бывшему вице-президенту TFH составить фальшивую декларацию на возврат налогов. Несколько месяцев Аксельрод скрывался от правосудия на Кубе, а в 2005 году он арестован в берлинском аэропорту Берлин-Тегель (прибыл туда из Цюриха) и депортирован в США, где был приговорен за налоговые махинации к 1,5 годам тюрьмы. Через 15 месяцев, учитывая примерное поведение, а главное — компенсацию ущерба в 750 тыс. долларов, его амнистировали и разрешили вернуться в Швейцарию, где, в основном в Цюрихе, Герберт Аксельрод прожил до самой смерти в 2017 году.

## Научная деятельность

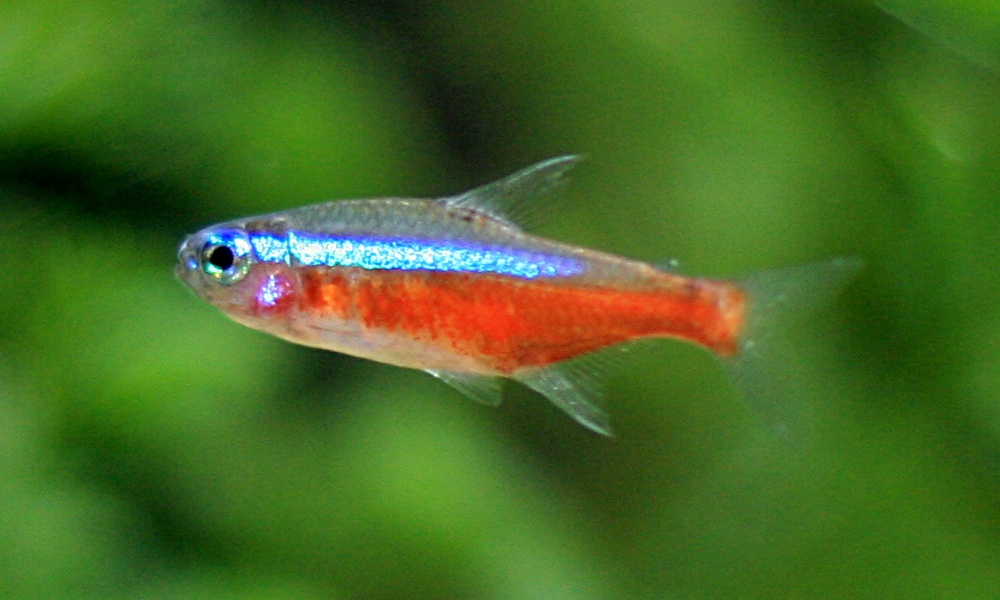
Paracheirodon axelrodi

Аксельрод считается одним из крупнейших специалистов по тропическим рыбам. Он написал 16 работ по ихтиологии, опубликовал 28 книг по отдельным видам рыб для любителей-аквариумистов, написал сотни статей. Большинство трудов сопровождено замечательными рисунками и фотографиями.
Кроме того, Г. Аксельрод открыл несколько ранее неизвестных видов, шесть из которых названы его именем (Corydoras axelrodi, Neolebias axelrodi, Hyphessobrycon herbertaxelrodi, Cheirodon axelrodi, Aphiocharax axelrodi, Symphysodon aeguifasciata axelrodi) и снова открыл несколько видов, которые считались потерянными для науки.

## Выбранные публикации
- Handbook of Tropical Aquarium Fishes, McGraw-Hill, 1955.
- Saltwater Aquarium Fishes, TFH Publications, 1987. ISBN 0-86622-499-8
- Lovebirds As a New Pet, TFH Publications, 1990. ISBN 0-86622-617-6
- Swordtails and Platies, TFH Publications, 1991. ISBN 0-86622-090-9
- African Cichlids of Lakes Malawi and Tanganyika, TFH Publications, 1988. ISBN 0-87666-021-9
- Aquarium Fishes of the World, TFH Publications, 1998. ISBN 0-7938-0493-0
- Dr. Axelrod's Atlas of Freshwater Aquarium Fishes, TFH Publications, 2004. ISBN 0-7938-0033-1